# Iresine herbstii
Iresine herbstii ist eine Pflanzenart aus der Gattung Iresine innerhalb der Familie der Fuchsschwanzgewächse (Amaranthaceae). Die ursprüngliche Heimat liegt im tropischen Klima in Südamerika. Nach Zander hat sie den deutschen Trivialnamen Blutblatt.

## Beschreibung

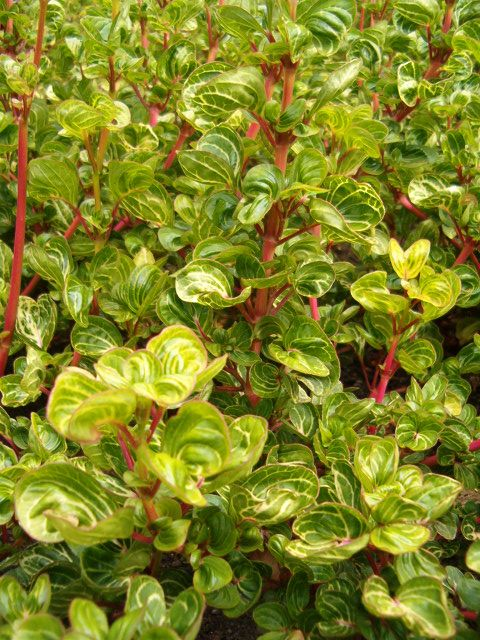
Habitus bei der Sorte ‘Biemuelleri’

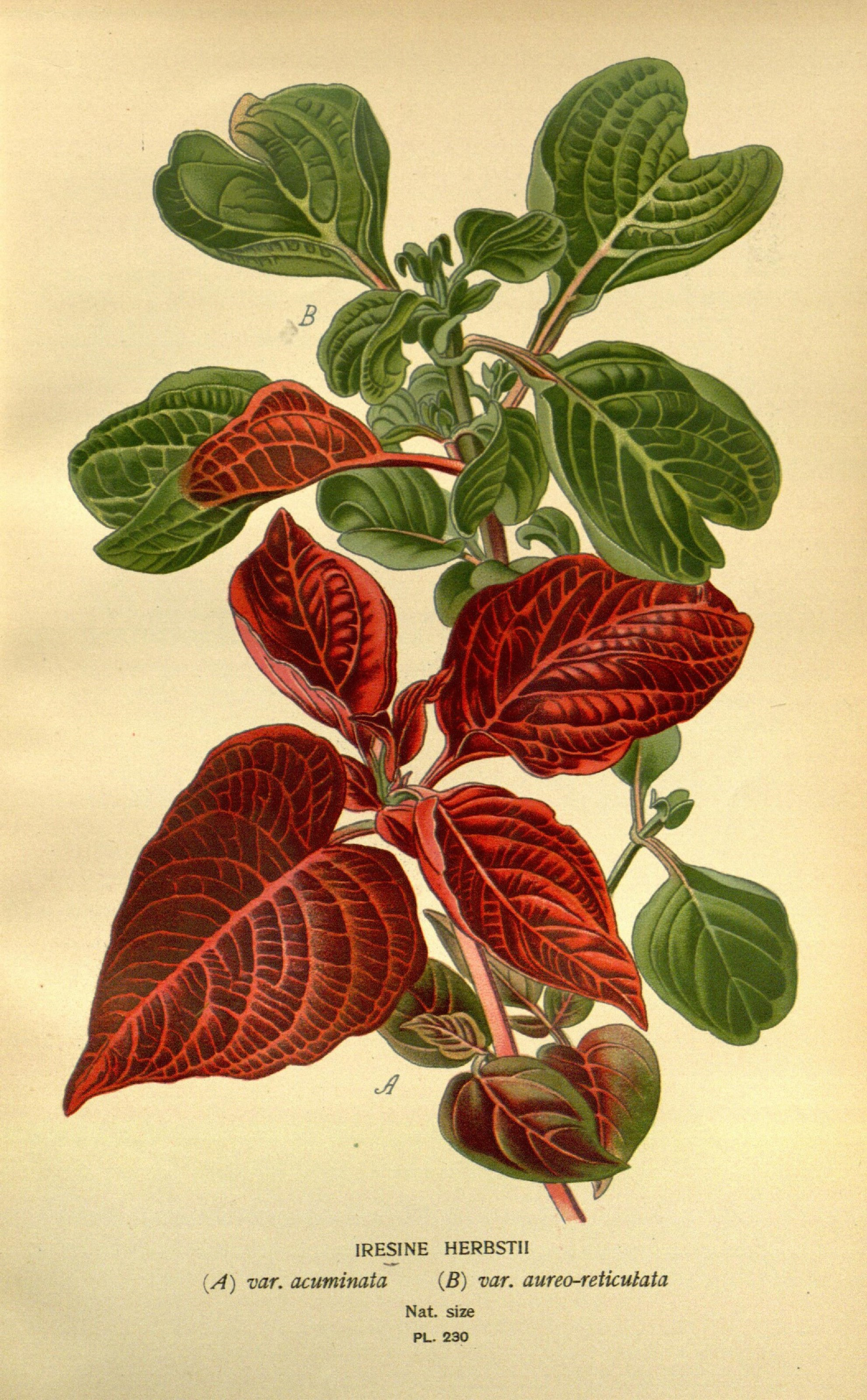
Illustration aus Favourite flowers of garden and greenhouse

### Vegetative Merkmale
Iresine herbstii wächst als immergrüne, ausdauernde krautige Pflanzen und kann Wuchshöhen von 1 bis 2 Metern erreichen; als Zierpflanze stutzt man sie auf Wuchshöhen von wenigen Dezimetern. Alle Pflanzenteile können mehr oder weniger rötlich sein, je nach Sorte. Die oberirdischen Pflanzenteile sind mit mehrzelligen Trichomen behaart. Die aufrechten bis kriechenden und verzweigten Stängel sind fleischig und meist rötlich.
Die gegenständigen Laubblätter sind in Blattstiel und -speite gegliedert. Die Blattstiele sind 2 bis 3 Zentimeter lang. Die einfache Blattspreite ist bei einer Länge von 2 bis 6 Zentimetern kreis-, ei- bis herzförmig. Die Blattadern sind oft heller als die übrige Blattfläche, dadurch besitzen manche Sorten eine schöne Blattzeichnung. Die Blattspitze kann spitz bis zweispaltig sein. Der Blattrand ist glatt.

### Generative Merkmale
Iresine herbstii sind zweihäusig getrenntgeschlechtig (diözisch). Die endständigen und seitenständigen Gesamtblütenstände sind bis zu 20 Zentimeter lang und aus ährigen Teilblütenständen zusammengesetzt und enthalten viele ungestielte Blüten. Die häutigen, glänzenden Trag- und Deckblätter sind bei einer Länge von 1 bis 1,5 Millimetern eiförmig und lang.
Die sehr kleinen Blüten sind eingeschlechtig. Es sind nur fünf häutige, 1 bis 1,25 Millimeter große Blütenhüllblätter vorhanden; sie sind meist weiß, gelblich-weiß oder grünlich. In den männlichen Blüten sind meist fünf fertile Staubblätter vorhanden. Die Staubfäden sind an ihrer Basis verwachsen. Der kugelige, etwas abgeflachte Fruchtknoten enthält nur eine Samenanlage. Es ist höchstens ein kurzer (etwa 0,2 Millimeter) Griffel vorhanden.
Die Früchte sind kugelig bis abgeflacht und enthalten nur einen Samen.

## Vorkommen
Iresine herbstii ist im nördlichen Peru beheimatet. Sie ist in Mexiko, Kolumbien, Ostafrika, Indien und China ein Neophyt.

## Taxonomie
Die Erstveröffentlichung von Iresine herbstii erfolgte 1864 durch John Lindley in The Gardeners’ Chronicle, Jahrgang 1864, Seite 654. Er übernahm den Namen von William Jackson Hooker. Nach Troels Myndel Pedersen ist es aber keine Art, sondern nur eine Form Iresine diffusa f. herbstii (Hook.) Pedersen von Iresine diffusa; er publizierte die Einstufung als Form im Jahr 2000 in Bonplandia (Corrientes), Band 10, Seite 104.

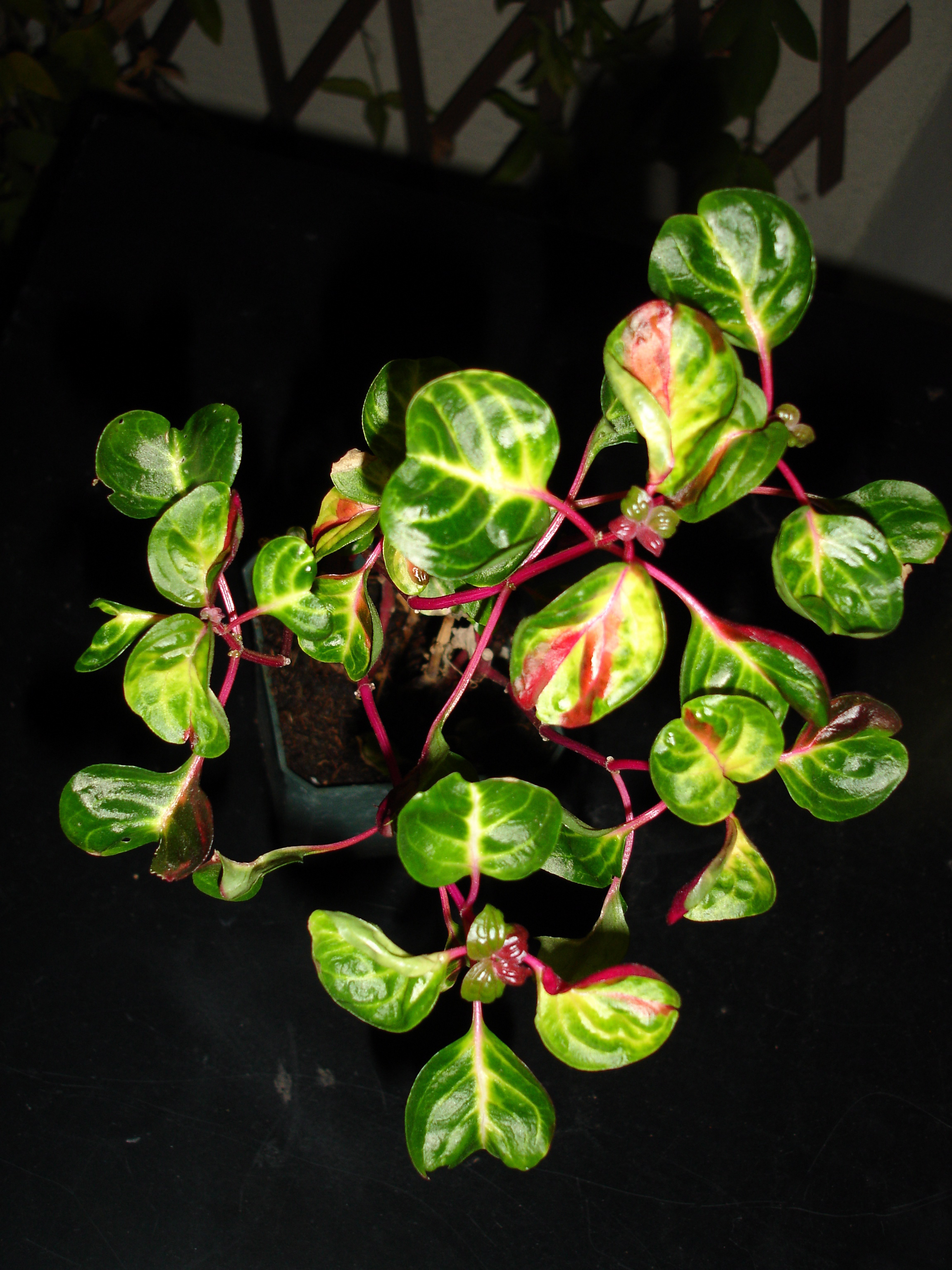
Iresine herbstii ‘Aureoreticulata’

## Nutzung
Wegen ihrer Laubblätter ist sie als Zierpflanze verwendet. Es gibt viele Sorten deren Laubblätter beziehungsweise die meisten Pflanzenteile grün über rot bis purpurrot sind, z. B. ist Iresine herbstii ‘aureoreticulata’ grünfarbig, aber auch gemischte Farben sind möglich.
Sie lässt sich gut über Stecklinge vermehren. Häufig wird sie einjährig kultiviert und immer wieder neu gezogen.